# Luftgitarre

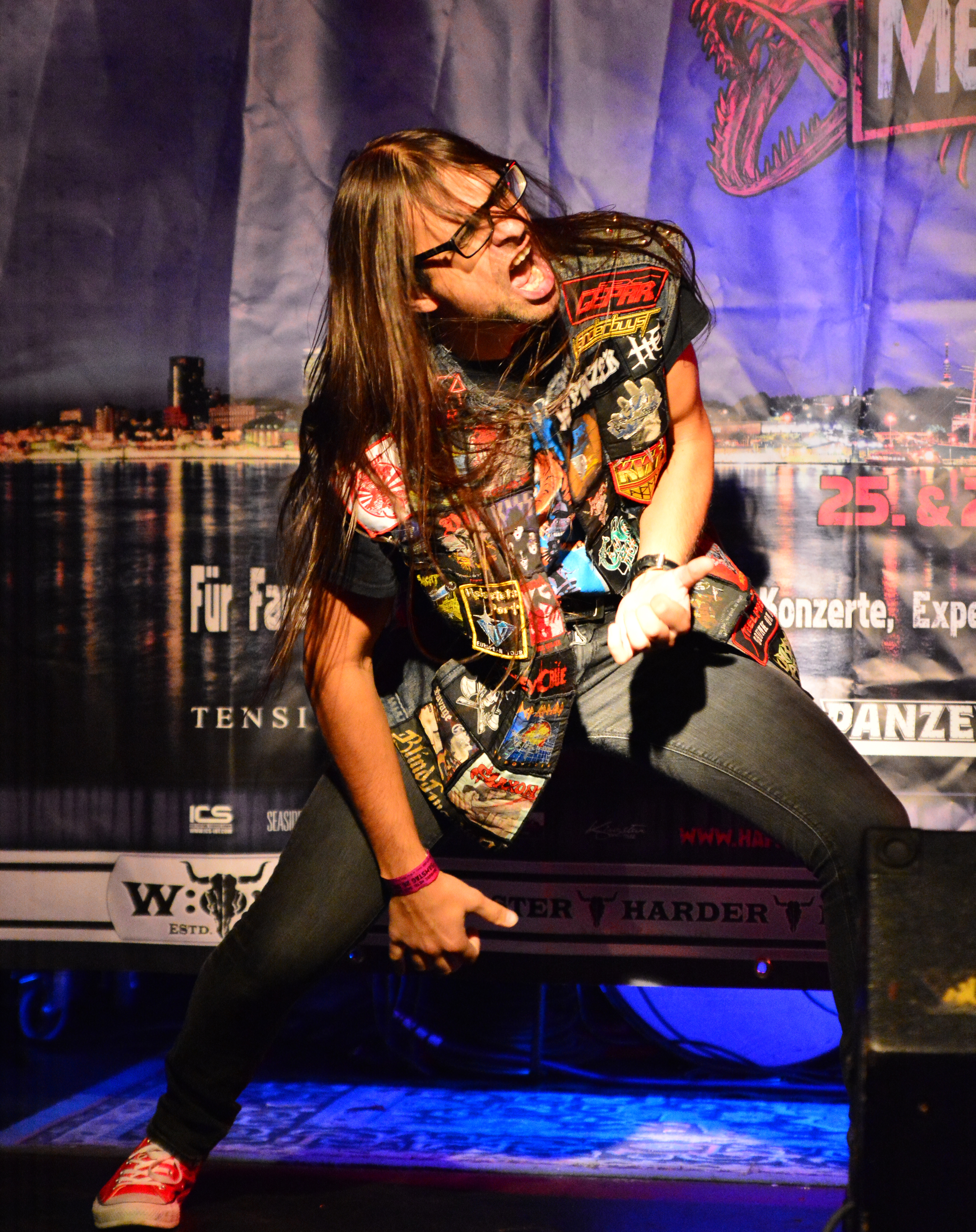
Luftgitarrenspieler bei den Hamburg Metal Dayz 2015

Die Luftgitarre ist eine pantomimisch gespielte, imaginäre E-Gitarre. Der Luftgitarrenspieler zeigt in nonverbaler Kommunikation mit seiner Mimik und Gestik das Spielen einer E-Gitarre. Typisch hierfür ist die Haltung und Bewegung der Arme und Hände. Zu den dargestellten Figuren gehören beispielsweise der Duckwalk und die Windmill. Da zudem noch in typischer Weise die komplette Körperbewegung von E-Gitarrenspielern zum Takt nachgeahmt wird, entsteht eine Art Tanz. Ein Bewertungskriterium ist die Airness genannte Luftigkeitstauglichkeit der darstellenden Person. Die World Air Guitar Federation definiert Airness als die Fähigkeit, „das Luftgitarrespielen über die bloße Imitation hinaus zu transzendieren“. Manche Luftgitarrenspieler imitieren dabei auch Gitarrentöne mit ihrem Gesang.

## Geschichte
Populär wurde die Luftgitarre 1969 beim Woodstock-Festival durch den Auftritt von Joe Cocker, der sein Luftgitarrenspiel sogar live mit Gesang begleitete. Die Popularität der Luftgitarre hat seit den 1970er Jahren immer weiter zugenommen, vor allem durch die Musikrichtungen Hardrock, Heavy Metal und Punk.
Der deutsche Schriftsteller Friedrich Ani hat der Luftgitarre 2003 einen Roman gewidmet (Süden und der Luftgitarrist), in dem der Bruder eines vermissten Fußballers (FC Bayern München) im Finale um die deutsche Meisterschaft im Spiel der Luftgitarre in München auftritt. Der Vermisste wird von einem Polizisten (der Münchner Polizei, Dezernat 11) gesucht, der ebenfalls als Musiker in diesem Finale auftreten will. Dieses Finale findet in einer Münchner Kneipe im totalen Chaos und zwischen begeisterten Fans statt.

## Forschung

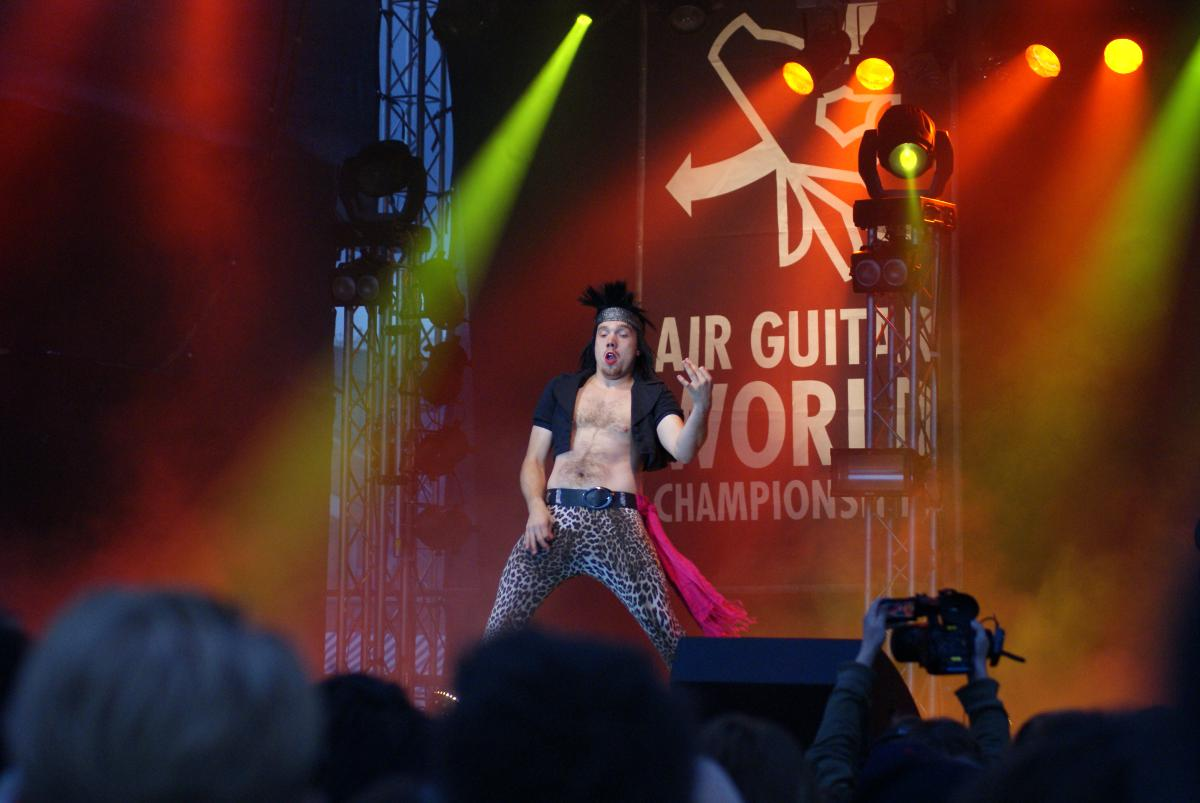
Ein Teilnehmer bei der Luftgitarren-Weltmeisterschaft 2010 in Oulu

Der deutsche Dozent für Medienwissenschaft Mathias Mertens (Universität Hildesheim) erforscht die Luftgitarre, führt Seminare zum Thema Medienästhetische Überlegungen zur Luftgitarre durch und nimmt selber an Wettbewerben teil. Er schreibt: Die Luftgitarre ist als Reaktion auf kollektiv erfahrbare Musik entstanden, sie ist Ausdruck von Teilhabe an der Rockkultur und sie funktioniert nur als Feedback in einem Regelkreis von ästhetischer Produktion und Rezeption. Die Luftgitarre funktioniert dementsprechend also nur für ein Publikum, das die dargestellten Figuren und Haltungen kennt und verinnerlicht hat.
Luftgitarre wird auch von Musikethnologen wie Sydney Hutchinson (2014, 2016) und Byrd McDaniel (2017) erforscht.

## Wettbewerbe
Seit 1996 wird die Luftgitarren-Weltmeisterschaft jährlich in Oulu (Finnland) im Rahmen des Oulun Musiikkivideofestivaalit (Oulu Music Video Festival) veranstaltet. 2004 wurde als Landesverband die German Air Guitar Federation gegründet, die seither die Deutsche Luftgitarrenmeisterschaft ausrichtet. Die Auftritte der Teilnehmer werden hier – wie auch bei vielen anderen Wettbewerben – nach den Kriterien der Air Guitar World Championships bewertet. Bei den Wettbewerben sind sowohl Luftgitarren als auch Luftplektra zugelassen. Zudem dürfen Roadies zu den Wettbewerben mitgebracht werden. Die Auftritte nach einem Musikstück nach Wahl sowie einem vorgegebenen Lied dauern jeweils 60 Sekunden.
2011 gewann die 27-jährige Aline Westphal aus Burgwedel die Luftgitarren-Weltmeisterschaft und holte den Titel als Erste nach Deutschland. Sie war 2008 über Mertens’ Seminar an der Uni Hildesheim zur Luftgitarre gekommen und arbeitete dort an einer Diplomarbeit über die Kulturgeschichte der Luftgitarre.